# سيرجي فورغال
سيرجي إيفانوفيتش فورغال (بالروسية: Серге́й Ива́нович Фурга́л) (من مواليد 12 فبراير 1970) هو سياسي روسي شغل منصب حاكم خاباروفسك كراي من 28 سبتمبر 2018 حتى 20 يوليو 2020. تم اعتقاله في 9 يوليو 2020. 
كان فورغال أيضًا عضوًا في مجلس الدوما من 2007 إلى 2018. وهو عضو في الحزب الليبرالي الديمقراطي الروسي.